# Nurarihyon (mitologia)
El Nurarihyon (ぬらりひょん) és un yōkai de la mitologia japonesa, és conegut per ser el "comandant en cap de tots els yōkais", tot i que ningú sap del cert si això es veritat.
Segons la llegenda és un yōkai que s'introdueix furtivament a les cases grans i s'acomoda enmig de la sala bevent te fins al capvespre, tot i que a vegades si va a una casa de persones adinerades agafa la broqueta de metall de l'amo de la casa i fuma una estona. La gent que hi viu, ocupada anant amunt i avall, no es paren a veure qui és l'estrany individu que hi ha a la sala, així que mai és detectat.
Si seguim el seu comportament, demostra que és un yōkai molt intel·ligent i que sap com aprofitar-se de les debilitats de la psicologia humana.
A vegades, si una persona és molt detallista pot arribar a detectar-lo, normalment això no passa, i la gent no s'adona que està allà ni el que ha fet durant tota aquesta estona.

## Descripció
Acostuma a presentar l'aspecte d'un comerciant i, la seva manera de caminar és reposada, com la de gent gran adinerada. A vegades també se'l descriu presentant l'aspecte d'un monjo budista.